# Chaetomium bostrychodes
Chaetomium bostrychodes är en svampart som beskrevs av Zopf 1877. Chaetomium bostrychodes ingår i släktet Chaetomium och familjen Chaetomiaceae.  Arten är reproducerande i Sverige. Inga underarter finns listade i Catalogue of Life.